# 辻清人
辻 清人（つじ きよと、1979年〈昭和54年〉9月7日 - ）は、日本の政治家。自由民主党所属の衆議院議員（5期）、内閣府副大臣。姓の漢字は正確には部首が⻍ではなく⻌である。

## 概要
東京都台東区生まれ。4歳でカナダ・バンクーバーに移住し、17歳まで過ごす。
2003年、京都大学経済学部卒業後、リクルートホールディングス入社。
2007年、コロンビア大学国際公共政策大学院を修了し、同年6月から戦略国際問題研究所で研究員を務める。
2012年12月の第46回衆議院議員総選挙で元通商産業大臣・TOKYO自民党政経塾初代塾長深谷隆司の後継者として東京2区から出馬。民主党の元内閣総理大臣補佐官・中山義活を破り、84,662票を得て初当選。
2014年7月、NHKアナウンサーの出田奈々と結婚。
同年12月の第47回衆議院議員総選挙に自民党公認で東京2区から立候補。103,954票を獲得して中山らを破り、再選。
同年12月17日に東京都選挙管理委員会から当選人告示を受けた。
2017年10月の第48回衆議院議員総選挙で、立憲民主党の公認を受けた弁護士の松尾明弘、希望の党の公認を受けた鳩山邦夫の長男の鳩山太郎を破り、3選を果たした。
2018年10月の第4次安倍内閣改造内閣の大臣政務官人事に於いて、外務大臣政務官に任命された。
2021年10月31日、第49回衆議院議員総選挙で4選。
2023年9月、第2次岸田第2次改造内閣にて外務副大臣に就任。
2024年10月27日、第50回衆議院議員総選挙で5選。
同年11月13日、第2次石破内閣で内閣府副大臣に就任。

## 政策・主張
- 憲法9条の改正に賛成[15]
- 緊急事態条項の創設に賛成[16]
- アベノミクスを評価する[17]。
- 安全保障関連法の成立を評価する[17]。
- 安倍内閣による北朝鮮問題への取り組みを評価する[17]。
- 組織的な犯罪の処罰及び犯罪収益の規制等に関する法律（組織犯罪処罰法）の改正を評価する[17]。
- 安倍内閣による森友学園問題・加計学園問題への対応をどちらかと言えば評価する[17]。
- 非核三原則を堅持すべきだ[17]としていたが、「持ち込ませず」の部分については議論すべきとしている[18]。
- 日本の防衛力はもっと強化すべきだ[17]。
- 他国からの攻撃が予想される場合には先制攻撃もためらうべきではない[17]。
- 北朝鮮に対しては対話よりも圧力を優先すべきだ[17]。
- 第45代アメリカ合衆国大統領ドナルド・トランプは「信頼できる」としている[19]。
- 選択的夫婦別姓制度の導入に賛同する[20]。
- 待機児童解消[21]。
- 中小企業育成[21]。

## 人物
- 父親が日系カナダ人であり、出生名であるアンドリューを17歳まで名乗っていた[3]。辻は日本人の母親の旧姓である[3]。両親は幼少期に離婚。母子家庭で育つ[3]。
- 英語(英検1級取得、TOEIC満点)・フランス語(小学校～大学まで学ぶ。中学時代、スイスに短期留学)・ドイツ語(中学～大学まで第二外国語として学ぶ)など語学を得意とする[4]。
- 身長177センチ、体重70キロ、O型[4]。
- シンクタンク研究員時代は、当時同僚の小泉進次郎衆議院議員とともに、外交政策や経済政策の研究活動に従事。
- 葉巻きたばこの愛好者であり、超党派の愛煙家国会議員からなる議員連盟「もくもく会」にも所属していたが[22]、結婚を機に禁煙をしている[4]。
- 好きな動物は犬（特に大型犬）[3]。
- 妻との間には2015年9月に長女が[23]、2017年3月に長男が誕生している[24]。

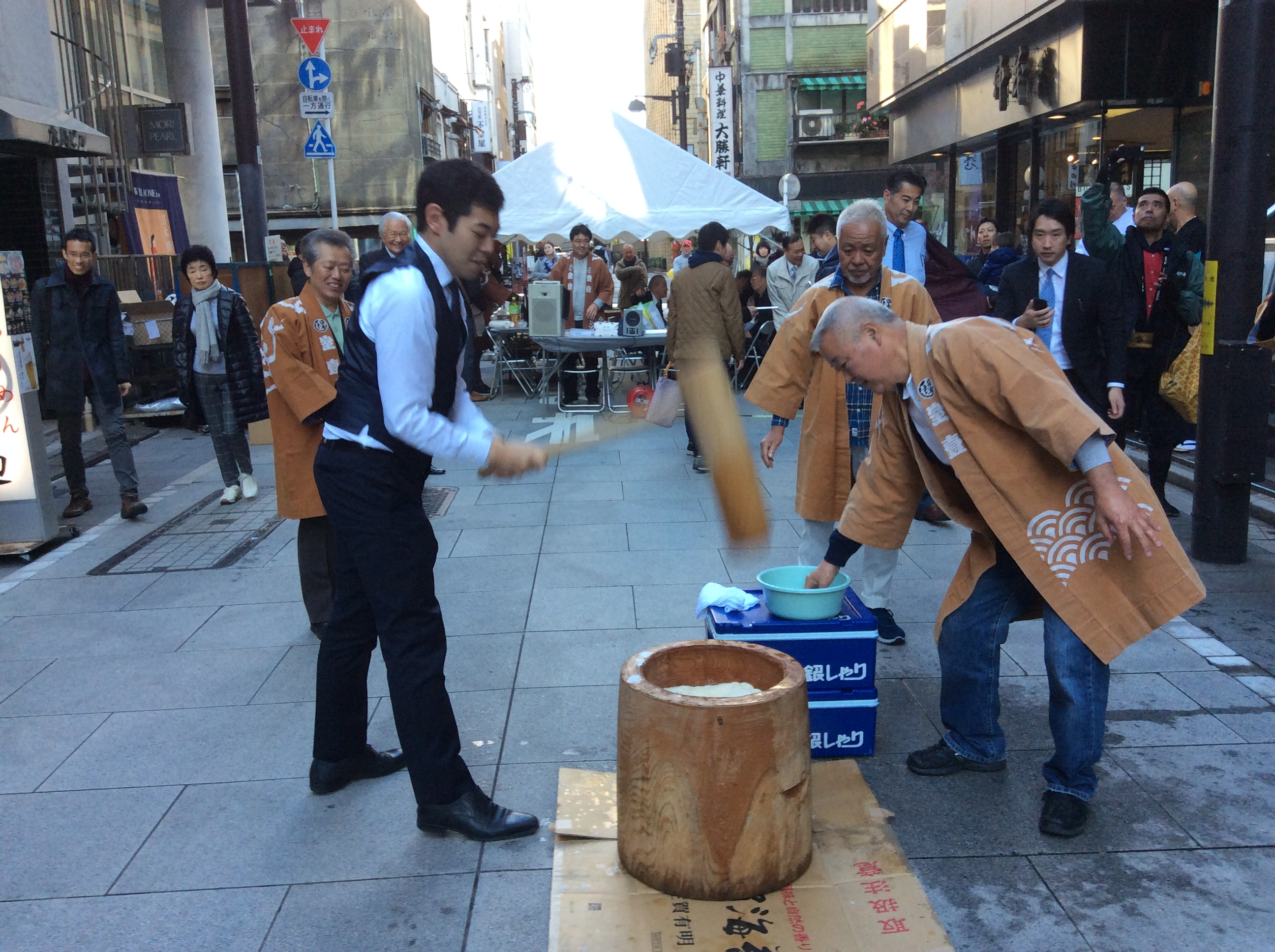
日本橋室町一丁目餅つき大会（2017年12月9日撮影）

## 所属団体・議員連盟
- オイスカ国会議員連盟
- 看護問題対策議員連盟
- 観光産業振興議員連盟
- 行政書士制度推進議員連盟
- 国防議員連盟
- 小規模企業税制確立議員連盟
- 自由民主党消防議員連盟
- 自動車議員連盟
- 自由民主党自動車整備議員連盟
- 日華議員懇談会
- 日本カナダ友好議員連盟
- 日独友好議員連盟
- ボーイスカウト振興国会議員連盟
- 日米国会議員連盟
- 日本ベルギー友好議員連盟
- 日本・イスラエル友好議員連盟
- コンピュータ会計推進議員連盟（TKC議連）
- 更生保護を考える議員の会
- 自由民主党バス議員連盟
- 街の酒屋さんを守る国会議員の会
- 自民党陶磁器文化・産業振興議員連盟
- 土地家屋調査士制度改革推進議員連盟
- トラック輸送振興議員連盟
- 拉致救出議員連盟
- 日本の領土を守るため行動する議員連盟
- 日本ベラルーシ友好議員連盟
- 世界銀行国会議員連盟
- 日本台湾経済文化交流を促進する議員の会
- 賃貸住宅対策議員連盟
- インド友好若手議員の会
- 創生「日本」
- 国民歯科問題議員連盟
- 商店街を蘇らせる行動政策研究会（あきんど議連）
- 郵便局の新たな利活用を推進する議員連盟
- 自民党国宝・重文を護る会
- 自由民主党どうぶつ愛護議員連盟
- 自由民主党タクシー・ハイヤー議員連盟
- 優れた医療機器を国民に迅速かつ安全に届けるための議員連盟
- グローバル社会で日本の繁栄を考える国会議員連盟
- 自民党お祭り議員連盟
- 海外子女教育推進議員連盟
- 国民医療を守る議員の会
- 婚活・ブライダル振興議員連盟
- シーティングで自立支援と介護軽減を実現する議員連盟
- 中小印刷産業振興議員連盟
- 自由民主党展示会産業議員連盟
- 海洋国日本の災害医療の未来を考える議員連盟
- 空手道推進議員連盟
- 眼科医療政策推進議員連盟
- 乳がん・子宮頸がん検診促進議員連盟
- ヒートアイランド対策推進議員連盟
- 個人タクシーを応援する議員連盟
- 自由民主党ボクシング振興議員連盟
- 自由民主党日本の豆腐文化を守る議員連盟
- エアロビック普及推進議員連盟
- 日本の明日を創る会
- 自由民主党卸売市場議員連盟
- 外交政策研究会
- 漬物振興議員連盟
- 刀剣・和鉄文化を保存振興する議員連盟
- 超党派ママパパ議員連盟
- 自衛官支援議員連盟
- 盆踊りとラジオ体操で東京五輪を盛り上げよう議員連盟
- 邦楽器商工業振興議員連盟
- 海事振興連盟
- ヨガ推進議員連盟
- 日本の印章制度・文化を守る議員連盟（事務局次長）[25]

## 選挙歴
| 当落 | 選挙                   | 執行日         | 年齢 | 選挙区      | 政党       | 得票数     | 得票率 | 定数 | 得票順位 /候補者数 | 政党内比例順位 /政党当選者数 |
| ---- | ---------------------- | -------------- | ---- | ----------- | ---------- | ---------- | ------ | ---- | ------------------ | ---------------------------- |
| 当   | 第46回衆議院議員総選挙 | 2012年12月16日 | 33   | 東京都第2区 | 自由民主党 | 8万4663票  | 32.35% | 1    | 1/6                | /                            |
| 当   | 第47回衆議院議員総選挙 | 2014年12月14日 | 35   | 東京都第2区 | 自由民主党 | 10万3954票 | 42.63% | 1    | 1/5                | /                            |
| 当   | 第48回衆議院議員総選挙 | 2017年10月22日 | 38   | 東京都第2区 | 自由民主党 | 11万2993票 | 45.90% | 1    | 1/3                | /                            |
| 当   | 第49回衆議院議員総選挙 | 2021年10月31日 | 42   | 東京都第2区 | 自由民主党 | 11万9281票 | 43.44% | 1    | 1/5                | /                            |
| 当   | 第50回衆議院議員総選挙 | 2024年10月27日 | 45   | 東京都第2区 | 自由民主党 | 6万6050票  | 37.09% | 1    | 1/5                | /                            |